# Mas d'Alemany
Mas d'Alemany és una masia rural d'estil barroc popular situada a Constantí (Tarragonès), entre el camí de Sant Llorenç i el de la Gavarra, prop del terme de Reus i de la carretera N-420. El seu nom provindria d'un antic propietari anomenat Alemany, però no hi ha documentació escrita.
L'edifici que presideix la finca és d'aspecte vuitcentista i fou aixecat pels volts de l'any 1827. Entre els seus elements arquitectònics destaquen dues porxades situades a les bandes oriental i occidental, així com una capella. Encara que la masia es conserva en bon estat, s'hi han fet diverses reformes que n'han modificat l'aspecte original.
Les seves terres tenen una superfície de 75 hectàrees, essent de les més extenses del terme, i es troben envoltades d'una llarga paret de pedra. La masia segueix avui en dia habitada, i s'hi conrea principalment olivera i avellaner. L'edifici principal va ser construït al voltant del 1827. El seu origen pot datar del segle xvi o XVII. El gran celler és on s'elaborava i embotellava el vi produïta les terres del mas.